# 清水大成
清水 大成（しみず たいせい、1999年1月17日 - ）は、福岡県出身の日本のプロゴルファー。ロピア所属。マネジメント事務所は、CMGスポーツマーケティング。

## 経歴
父と練習場に行ったことがきっかけで9歳からゴルフを始め、小学生時代から2010年の『石川遼カップジュニアゴルフ九州地区大会』や同年『小学生ゴルフトーナメント九州大会』など九州地区の大会で優勝するなど活躍していたが、高校はゴルフ部のない東福岡高等学校へ進学して個人で活動。2015年の2年時には『九州オープン』で総合でも2位タイとなりベストアマを獲得。　
日本大学に進学後の2017年には『日本学生ゴルフ選手権競技』で21年ぶりの1年生王者に輝いた。さらに2017年から2019年まで『ブリヂストンオープン』で3年連続ローアマを獲得。2018年には『世界学生ゴルフ選手権』で個人5位とし、団体優勝に貢献した。
コロナ禍の2020年、在学中にプロ宣言をして臨んだ特別QTで5位に入りツアー参戦。初年度の2021年に初シードを獲得すると、2022年には賞金ランキング24位と成績を残した。
2024年はドライビングディスタンスで「301.87yd」の7位に入る一方、平均パット数も歴代最高の「1.6884」で1位。バーディ率も「4.611」で1位となるも、年間ではトップ10に9回（うち2位が2回）、賞金ランキング8位としながら優勝には届かなかった。
2025年の『日本プロゴルフ選手権大会』最終日を首位と3打差の5位タイから出て5アンダーの67で回り、通算14アンダーで並んだ生源寺龍憲とプレーオフ。4ホールに及んだが生源寺がパーパット外し、清水がパーを決めて勝利。プロ初優勝をメジャー大会で飾る。

## エピソード
大博多カントリー倶楽部で時松隆光を育てた篠塚武久の指導を受けており、握りは時松と同じベースボールグリップ。

## 主な記録

### ツアー優勝(1)
| No. | Date                  | Tournament               | スコア                 | 2位との差  | 2位（タイ） |
| --- | --------------------- | ------------------------ | ---------------------- | ---------- | ----------- |
| 1   | 2025年5月22日-5月25日 | 日本プロゴルフ選手権大会 | −14（70-70-67-67=274） | プレーオフ | 生源寺龍憲  |

#### プレーオフ記録（1-0）
| No. | 年     | 大会                     | 対戦相手   | 内容 |
| --- | ------ | ------------------------ | ---------- | --- |
| 1   | 2025年 | 日本プロゴルフ選手権大会 | 生源寺龍憲 | No.18H(602yds/par5)の繰り返し 1H目：清水3オン2パット、生源寺4オン1パットでともにパー 2H目：清水、生源寺とも3オン2パットのパー （ピン位置を手前12、右5に変更） 3H目：清水、生源寺とも3オン1パットのバーディ 4H目：生源寺4オンでパーパット外す、清水3オン2パットのパーで勝利 |